# Heaven and Hell (블랙 사바스의 노래)
〈Heaven and Hell〉은 블랙 사바스의 아홉 번째 스튜디오 음반의 타이틀곡이다. 이 곡은 주로 기타리스트 토니 아이오미가 작곡했지만, 거의 모든 블랙 사바스의 음반과 마찬가지로 전체 밴드에게 크레딧이 주어졌다. 가사는 전적으로 새 멤버 로니 제임스 디오가 썼다.
이 곡은 블랙 사바스, 디오, 헤븐 & 헬 등 아이오미와 디오가 멤버로 참여한 몇몇 밴드에 의해 연주되었다.

## 상세정보
음반 녹음 중 세션 키보디스트였던 제프 니컬스가 이 곡의 베이스라인을 담당했다고 한다. 베이스라인은 니컬스가 전 멤버였던 쿼츠의 〈Mainline Riders〉와 흡사하다. 기저 버틀러는 1979년 말에 그 노래를 처음 녹음할 때 이용할 수 없었다.
블랙 사바스, 디오와 헤븐 & 헬이 라이브로 연주한 이 곡은 종종 기타 솔로, 청중 참여, 애드립 가사 또는 천사 같은 기품과 악마 같은 기품과 개인적인 판단에 관한 가사로 확장되었다.
후에 많은 블랙 사바스 라인업들이 이 노래를 라이브 세트에 포함시켰고, 그 동안 이 노래는 이언 길런, 글렌 휴즈, 레이 길런, 토니 마틴에 의해 다양하게 불렸다. 마틴이 보컬로 참여하는 공식 라이브 녹음은 1995년 《Cross Purpose Live》에 수록되었다. 주다스 프리스트의 프런트맨인 롭 핼퍼드는 1992년 11월 14일과 15일에 블랙 사바스와 함께 이 노래를 불렀는데, 그때 그는 두 번의 콘서트에서 노래를 채웠다.
〈Heaven and Hell〉은 마틴 팝오프의 책 《역대 500대 헤비메탈 노래》에서 11위에 올랐다. 팝오프는 수천 명의 팬, 음악가, 기자에게 그들이 좋아하는 메탈 곡을 지명하도록 요청함으로써 이 책을 편집했다. 거의 18,000명의 개인 투표가 집계되었고 최종 순위가 도출된 데이터베이스에 입력되었다.
이 곡은 VH1이 선정한 역대 81번째 하드 록 곡으로 선정되었다.
이 곡의 도입부는 토니 아이오미를 소개하기 위해 《프레디 머큐리 추모 콘서트》 동안 사용되었다.